# Училището на магическите животни 2
„Училището на магическите животни 2“ (на немски: Die Schule der magischen Tiere 2) е немски приключенски филм от 2022 г. и е продължение на „Училището на магическите животни“ (2021). Режисьор е Свен Унтервалдт младши, който е съсценарист с Торстен Нетер, Виола Шмидт и Александър Дидина и е базиран на едноименния роман, написан от Маргит Ауер. Във филма участват Емилия Майер, Лорис Сихровски, Емилия Пиеске, Лилит Джона, Ленърд Конрадс, Наджа Ухл, Юстус фон Донани и др. Филмът излиза по кината в Германия на 29 септември 2022 г.

## Актьорски състав
- Емилия Майер – Ида Кроненберг
- Лорис Сихровски – Йо Уиланд
- Емилия Пиеске – Хелене Мей
- Лилит Джона – Ана-Лена
- Ленърд Конрадс – Бени
- Наджа Ухл – Мери Корнфийлд
- Юстус фон Донани – Хериберт Сигман
- Хейко Пинковски – Уили Вондрашек
- Мартин Нет – двоен Уили Вондрашек
- Марлийн Лозе – Елвира Кроненберг
- Милан Пешел – Мортимър Морисън
- Макс Фон Гробен – лисицата Рабат (глас)
- Катарина Талбах – костенурката Хенриета (глас)
- Софи Ройс – свраката Пинки (глас)
- Алекс Стейн – пингвина Юри (глас)
- Рик Каваниан – хамелеонът Каспар (глас)

## В България
В България филмът излиза по кината на 4 октомври 2024 г. в разпространение от „Про Филмс“.

### Нахсинхронен дублаж
| Роля             | Изпълнител                                                    |
| ---------------- | ------------------------------------------------------------- |
| Ида              | Елена Грозданова                                              |
| Йо               | Денислав Димитров                                             |
| Анна-Лена        | Кристина Топалова                                             |
| Хелене           | Ангелина Русева                                               |
| Директор Зигман  | Даниел Цочев                                                  |
| Мис Корнфийлд    | Елена Русалиева                                               |
| Юри              | Симеон Дамянов                                                |
| Гаспар           | Росен Русев                                                   |
| Бени             | Йорданка Илова                                                |
| Мортимър Морисън | Николай Николов                                               |
| Елвира           | Десислава Знаменова                                           |
| Хенриета         | Елисавета Господинова                                         |
| Вондрашек        | Стефан Сърчаджиев-Съра                                        |
| Пинки            | Ана-Мария Лалова                                              |
| Рабат            | Виктор Иванов                                                 |
| Репортер         | Христо Узунов                                                 |
| Други гласове    | Евгения Ангелова Нина Гавазова Веселин Симеонов Петър Каменов |

| Обработка           | студио „Про Филмс“                                |
| ------------------- | ------------------------------------------------- |
| Режисьор на дублажа | Анна Тодорова                                     |
| Тонрежисьори        | Детелина Ралчевска Васил Стаменов Станислав Донев |